# École européenne de Bruxelles IV
L'école européenne de Bruxelles IV est situé à Laeken, Bruxelles, Belgique. Étant précédemment située de façon provisoire à Forest entre 2007 et 2012, c'était la quatrième école européenne à Bruxelles. L'école contient huit sections linguistiques : allemande, anglaise, bulgare (jusqu'à quatrième année du secondaire), estonienne (jusqu'à quatrième année du primaire), française, italienne, néerlandaise et roumaine (jusqu'à troisième année du secondaire). Elle a 3 sections : maternelle, primaire (5 années) et secondaire (7 années).
Le bâtiment où elle se situe est encore connu des Bruxellois sous le nom de son ancienne affectation : l’école des cadets.

## Histoire et bâtiments
Le bâtiment se situant drève sainte-Anne, a été construit entre 1899 et 1902 en tant que Caserne.
En 1867, s'était ouvert l'école Royale des Cadets à Namur . En 1935, elle est divisée en deux sections l'une francophone l'autre néerlandophone. À partir de 1948, l'école des cadets qui fut installée au bâtiment de la drève Saint-Anne, et c'est un nom encore utilisé pour nommer ce bâtiment. Puis ce bâtiment a été utilisé par la police.
Après la fermeture de celle-ci, on parla d'y installer l'école européenne mais il fallut attendre le dessaisissement du ministère de la justice en 2009, pour que ce projet soit plus concret .
Les écuries ont été particulièrement transformées avec rajout de plusieurs étages. Un nouveau bâtiment a également été construit.
En 2012, l'école européenne s'ouvre et accueille plus de 3 000 élèves.

## Pédagogie
L'école accueille principalement pour les enfants du personnel de l'Union européenne, mais elle accueille également d'autres élèves. L'école est gratuite pour les premiers tandis que les seconds paient des frais allant jusqu'à 10.135,48€ (en 2012) pour le premier enfant.